# Centrotypus siamensis
Centrotypus siamensis är en insektsart som beskrevs av William Lucas Distant. Centrotypus siamensis ingår i släktet Centrotypus och familjen hornstritar. Inga underarter finns listade i Catalogue of Life.